# 29187 Lemonnier
29187 Lemonnier este un asteroid din centura principală de asteroizi.

## Descriere
29187 Lemonnier este un asteroid din centura principală de asteroizi. A fost descoperit pe 16 octombrie 1990 la Observatorul La Silla de Eric Walter Elst. Asteroidul prezintă o orbită caracterizată de o semiaxă mare de 3,16 ua, o excentricitate de 0,16 și o înclinație de 7,3° în raport cu ecliptica.